# 科米利亚斯
科米利亚斯，是西班牙坎塔布里亚的一个市镇。总面积19平方公里，总人口2289人（2001年），人口密度120人/平方公里。